# Henning Greve
Henning Greve (* 1954 in Bonn) ist ein deutscher Bildhauer, der seit 1998 überwiegend Arbeiten für den Außenbereich, geschmiedet aus Edelstahl, gestaltet. Zusammen mit seiner Partnerin Elsa Töbelmann lebt und arbeitet er in Schnepke bei Syke (Landkreis Diepholz, Niedersachsen).

## Leben
Greve ist in Bissendorf bei Hannover aufgewachsen. Er entstammt einer Künstlerfamilie. Sein Großvater Georg Greve-Lindau war ein impressionistischer Maler. Sein Vater Peter Greve war als Bildhauer und Maler tätig. Von 1975 bis 1979 absolvierte Henning Greve eine Schmiedelehre in der Kunstschmiede Kerstan in Pattensen bei Hannover. Von 1980 bis 1998 war er an der Hochschule für Bildende Künste Braunschweig im Fachbereich Bildhauerei – Bereich Schmieden – lehrend tätig.
Seit 1979 arbeitet er zusammen mit Töbelmann selbstständig – zunächst in der Bildhauerwerkstatt von Peter Greve in Bissendorf-Wietze und seit 1981 in einer gemeinsamen eigenen Werkstatt in Wagenfeld. Seit 1990 haben sie eine eigene Werkstatt in Syke-Schnepke.

## Arbeiten im öffentlichen Raum (Auswahl)
Das Metall ist Ausdrucksmittel der künstlerischen Arbeiten von Greve und Töbelmann, wobei das Schmieden deren Charakter bestimmt:
Die gebogenen Stangen ihrer Windspiele mit den beweglichen, geschmiedeten Edelstahlformen ihrer Windobjekte sehen aus wie kalligraphische Zeichen. Manche erinnern auch an Tierformen. Der Wind versetzt die Objekte auf den Stangen in drehende, tanzende und schaukelnde Bewegungen und verleiht ihnen Leichtigkeit und Unberechenbarkeit.
In starkem Kontrast dazu stehen die aus Stahl statisch gestalteten Mahnmale und Gedenkstätten für die Opfer des Nationalsozialismus – Juden, Zwangsarbeiter und Kinder aus NS-Kinderheimen. In ihrer Unverrückbarkeit und statischen Präsenz haben diese Skulpturen mahnenden Charakter. Sie erschweren Vergessen, Verdrängen und Wegschauen.

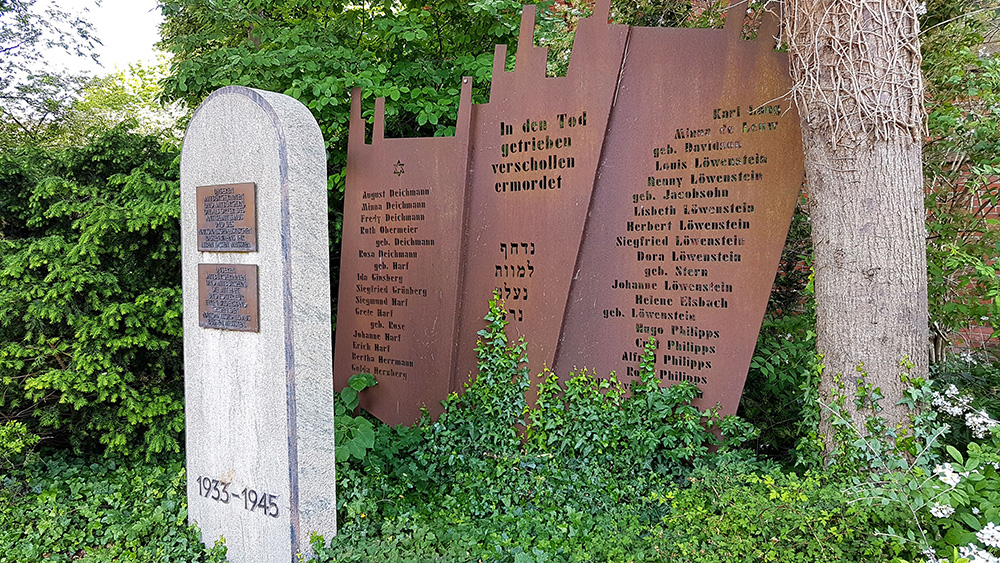
Rechts im Bild: Gedenktafel für die jüdischen Opfer des Nationalsozialismus aus Syke (Rathausplatz der Stadt Syke; 9. November 1999)

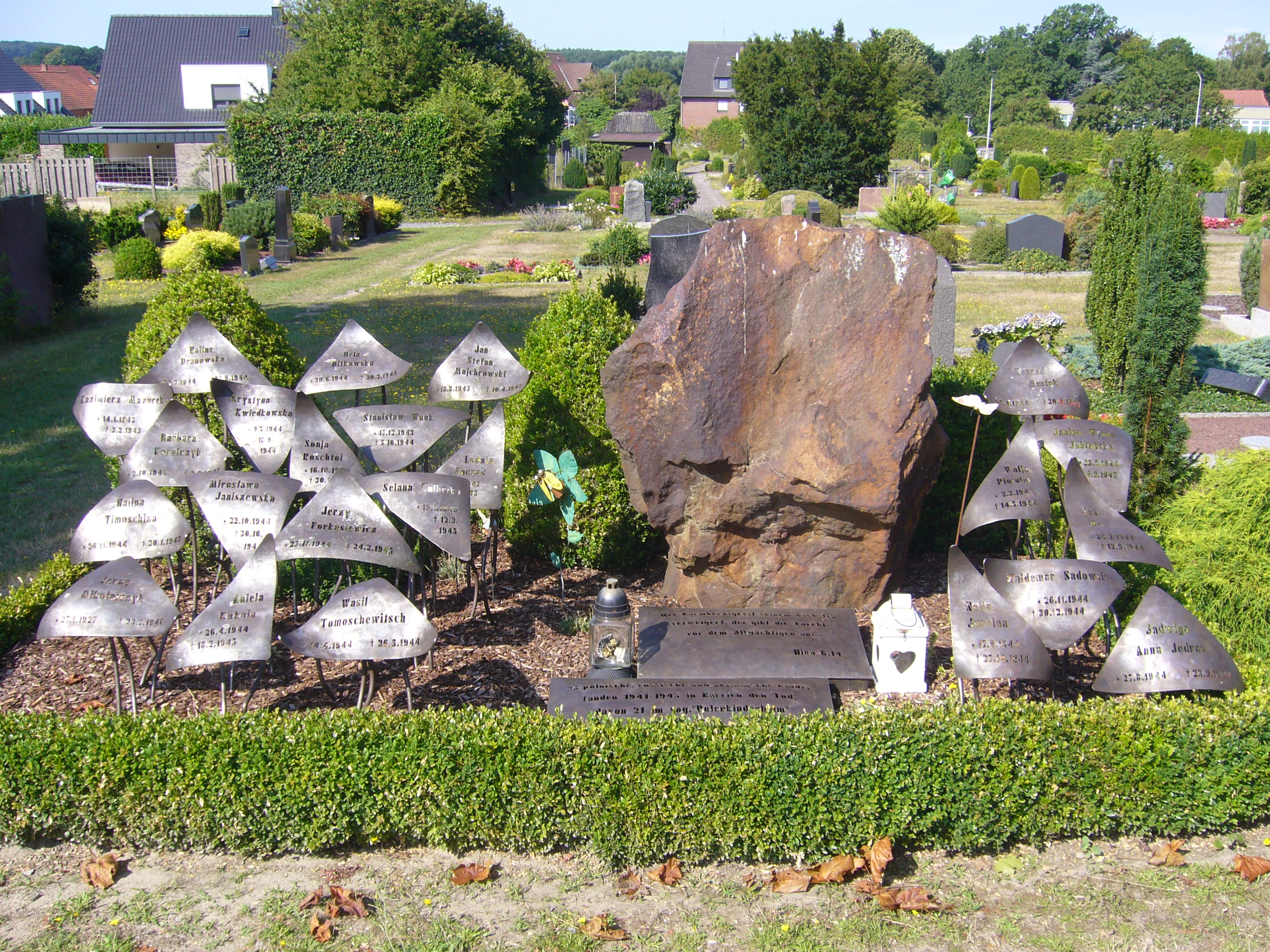
Gedenkstätte für die Opfer aus dem „Polenkinderheim“ Barrien (Friedhof Syke-Barrien; 19. März 2005)

- "Füllhorn" am  Rathaus Weyhe in Weyhe-Leeste (1998; Ankauf 2000)
- Gedenktafel für die jüdischen Opfer des Nationalsozialismus aus Syke (Rathausplatz der Stadt Syke; 9. November 1999)
- "Entfaltung", eine Figur mit Innenleben (5. Dezember 1999; Gemeinde Martfeld, Samtgemeinde Bruchhausen-Vilsen)
- "Säule des Wachstums", ein Bewegungsobjekt auf zwei Ebenen (Juni 2002; Stadt Verden, im Südabschnitt der Fußgängerzone)
- "Ausschwärmende Wünsche", eine Bewegungsskulptur (Dezember 2002; Twistringen-Heiligenloh)
- Figur ohne Titel – ein Windobjekt (April 2003; Rathausplatz Coulaines in Frankreich)
- Aufrechte Figur (August 2003; Bruchhausen-Vilsen, Ortsteil Heiligenberg)
- „Wasserboje“ (April 2004; Amtmannteich am Vorwerk Syke)
- Gedenkstätte für die Opfer aus dem "Polenkinderheim" Barrien (19. März 2005; Friedhof Syke-Barrien). Es handelt sich um aus Edelstahl geschmiedete Kompositionen aus 23 einzelnen Tafeln – eine Tafel für jeden Säugling und jedes Kind (Kinder von Zwangsarbeiterinnen), das 1944 und 1945 im Heim durch das unmenschliche Regime des Nationalsozialismus ums Leben kam.
- Gedenkstätte für Zwangsarbeiter (8. Mai 2006; Friedhof Weyhe-Kirchweyhe). Das aus Edelstahl geschmiedete Mahnmal wurde zur Erinnerung an die Opfer des Nationalsozialismus errichtet.
- Vielarmige Bewegungsskulptur (Juli 2006; auf dem Gelände des Kreismuseums in Syke)
- Beteiligung an der Eröffnung des "Europa Gartens" im Hachepark Syke (9. Dezember 2006). Es handelt sich um ein Gesamtkunstwerk mit Symbolen zum Thema Europa mit offenem Entwicklungsende auf einer Fläche von 1,4 ha. Es ist ein Gemeinschaftsprojekt der Stadt Syke und den Künstlern Fritz Vehring, Andreas Frömberg, Henning Greve und Elsa Töbelmann